# 奥地利共产主义青年

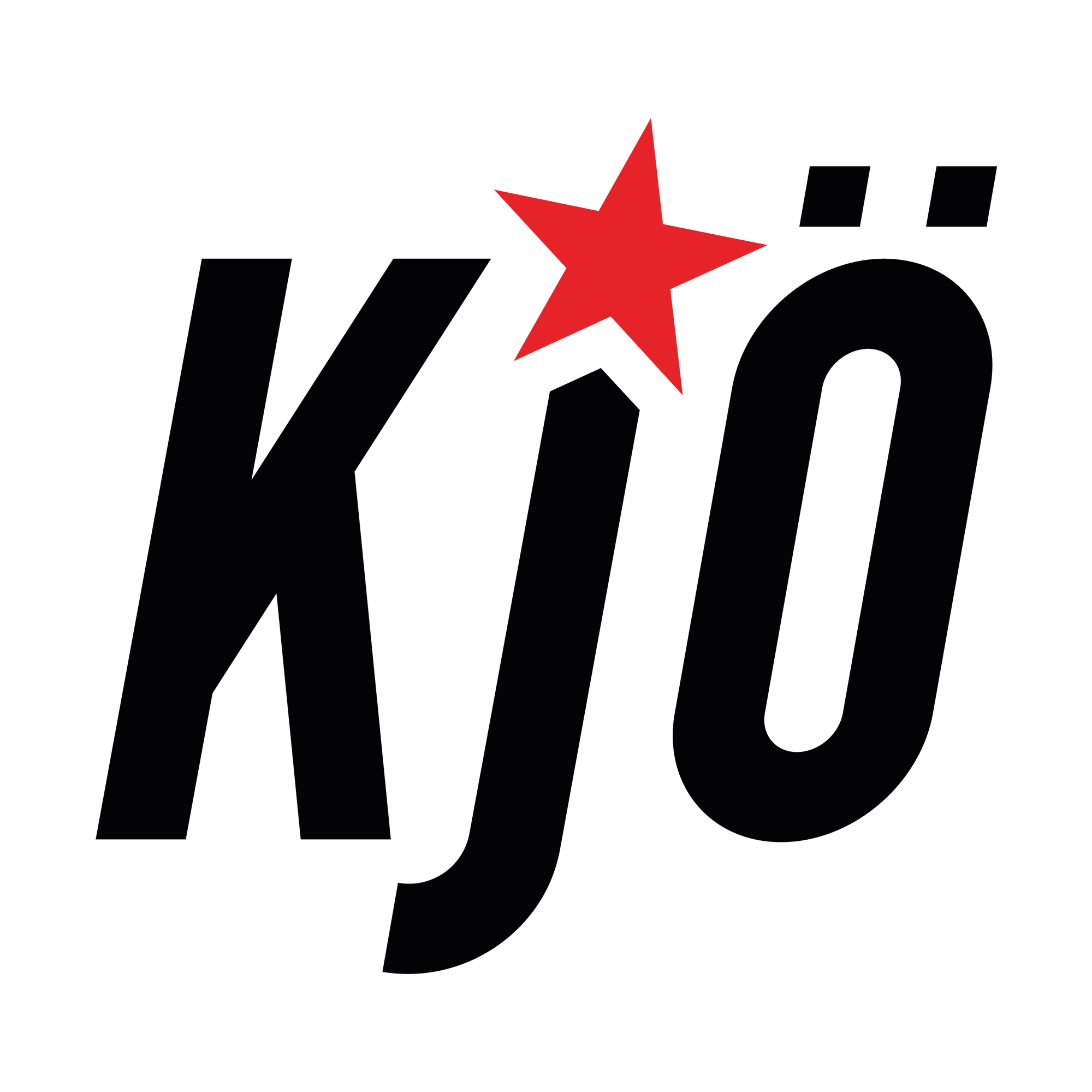
奥地利共产主义青年标志

奥地利共产主义青年（德語：Kommunistische Jugend Österreichs，缩写为KJÖ）是奥地利的一个独立的共产主义青年组织。
1918年，奥地利共产主义青年作为奥地利共产党的青年翼成立。1938年德奥合并后，奥地利共产主义青年的许多成员被捕，还有许多成员参加地下抵抗运动。1945年，社会党人、共产党人和天主教徒共同建立一个新的青年组织：自由奥地利青年，奥地利共产主义青年停止存在。1970年5月10日，由于意识形态冲突，自由奥地利青年分裂，共产党人重建奥地利共产主义青年，作为奥地利共产党的青年翼。2004年，奥地利共产主义青年脱离奥利地共产党的领导，成为一个独立的组织。
该组织以马克思列宁主义为指导思想。该组织是世界民主青年联盟的成员。该组织曾派代表参加欧洲共产主义青年组织会议。